# Parque eólico de Nacimiento
El parque eólico de Nacimiento es un conjunto de aerogeneradores ubicado en el municipio almeriense de Nacimiento, en España. Consta de una docena de turbinas Gamesa G87/2000, con un diámetro de 87 metros y que pueden generar hasta 24 MW. Fue puesto en funcionamiento en 2008, tras haberse realizado una prospección arqueológica preventiva en la zona antes de iniciar la construcción.